# Crescendo (roman)
Crescendo (titre original : Crescendo) est le deuxième roman pour jeunes adultes fantastique de Becca Fitzpatrick. 
Deuxième tome de La Saga des anges déchus, il est la suite du roman Hush, Hush. 
Il a été publié le 19 octobre 2010 aux États-Unis puis le 9 mars 2011 en France. 
Crescendo a passé dix semaines consécutives sur la liste du New York Times en tant que meilleures ventes en librairie. 

## Présentation
Dans la ville brumeuse de Portland, Nora tente de mener une vie ordinaire depuis la mort violente de son père. Lors d'un cours de biologie, elle fait la connaissance de Patch. Il est séduisant, mystérieux, toutes les filles en sont folles, mais Nora est perplexe. Comment Patch peut-il en savoir autant sur son compte ? Pourquoi est-il toujours sur sa route quand elle cherche à l'éviter ? Sans le savoir, Nora se retrouve au beau milieu d'un combat séculaire agitant des êtres dont elle ne soupçonnait même pas l'existence. Et en tombant amoureuse de Patch, elle va découvrir que la passion peut être fatale.

## Résumé
Nora savoure enfin le bonheur dans les bras de Patch, son âme sœur, son ange gardien. Mais le meurtre de son père revient la hanter. Alors même que Patch est de plus en plus insaisissable et distant… Et si le garçon était mêlé à cette disparition ? À moins que le drame n'ait un lien avec le conflit ancestral opposant anges déchus et Néphilims…
Secrets, dissimulations, mensonges… Nora est seule face à ses doutes. Mais lever le voile sur la vérité peut parfois se révéler fatal…

## Réception
La réception de Crescendo a été mitigée mais assez bonne dans l'ensemble - en obtenant des critiques plus favorables que son prédécesseur Hush, Hush. 
Kirkus Reviews a indiqué « La romance interdite entre Nora Grey et Patch l'ange déchu qui a commencé dans Hush, Hush reste hors des limites de ce prévisible, même si les suites répétitive avec Patch s'enchaîne […] Tout comme l'intrigue le souligne, se tome nous tiens en haleine et répond aux questions persistantes de Nora; elle introduit un nouveau dilemme et en ouvre  une autre pour la suite… ».
Il a obtenu une moyenne de 4,12⁄5 sur Goodreads (site de suggestions de livres).

## Suite
La suite de Crescendo, intitulée Silence a été publiée le 4 octobre 2011 aux États-Unis puis le 7 mars 2012 en France. 
Le dernier tome de la saga s'intitule Finale ; il a été publié le 23 octobre 2012 aux États-Unis puis le 7 novembre 2012 en France.

## Adaptation cinématographique
Le 4 décembre 2012, Becca Fitzpatrick annonce sur son site internet que les droits du premier tome Hush, Hush ont été vendus à LD Entertainment. Pourtant Becca avait auparavant affirmé ne pas vouloir vendre les droits du film.
Patrick Sean Smith, a été chargé de la conversion du livre en script. 
Pour les acteurs qui interpréteront les personnages, rien n'a encore été dévoilé, les auditions n'ayant pas encore commencé. Becca a toutefois confié que, lorsqu'elle a commencé à écrire Hush, Hush (il y a dix ans de cela), elle imaginait Emmy Rossum en Nora et Steven Strait en Patch. Toutefois, elle ajoute aussi que, selon elle, les acteurs sont malheureusement devenus trop vieux pour jouer Patch et Nora .
Le tournage devrait normalement commencer en automne 2013, et le film serait prévu pour 2014 ou 2015.
Mais l'auteur a récemment annoncé que le moment pour cette adaptation était mal choisie et donc qu'elle n'était plus prévue pour le moment.